# Renatka
Renatka je žensko osebno ime.

## Izvor imena
Ime Renatka je različica ženskega osebnega imena Renata.

## Pogostost imena
Po podatkih Statističnega urada Republike Slovenije je bilo na dan 31. decembra 2007 v Sloveniji število ženskih oseb z imenom Renatka: 17.

## Osebni praznik
V koledarju je ime  Renatka zapisano skupaj z imenom Renata.